# Jacob Abel
Jacob Abel (Louisville, Estados Unidos; 9 de marzo de 2001) es un piloto de automovilismo estadounidense. Actualmente compite en la Indy NXT con Abel Motorsport.

## Carrera

### Inicios
Abel comenzó su carrera deportiva en el 2017 a la edad de 16 años, compitiendo en el Campeonato de Estados Unidos de Fórmula 4 con Abel Motorsports. La temporada siguiente, Abel compitió a tiempo parcial tanto en el Campeonato de Estados Unidos de Fórmula 4 y Campeonato de F3 de las Américas en el 2018. Abel logró obtener cuatro podios en su primera temporada en la F3, en camino a un cuarto puesto en el campeonato. Obtuvo su primera victoria en la serie a principios de la temporada siguiente, anotando victorias consecutivas en Road Atlanta.

### Stadium Super Trucks
En agosto de 2021, Abel hizo su debut en Stadium Super Trucks en el Gran Premio de la Ciudad de la Música, donde condujo un camión patrocinado por Crosley Brands. Terminó segundo en la segunda y última carrera del fin de semana.

## Resumen de carrera
| Temporada | Categoría                                      | Equipo                  | Carreras     | Victorias    | Poles        | VR           | Podios       | Puntos       | Pos.         |
| --------- | ---------------------------------------------- | ----------------------- | ------------ | ------------ | ------------ | ------------ | ------------ | ------------ | ------------ |
| 2017      | Campeonato de Estados Unidos de Fórmula 4      | Abel Motorsports        | 19           | 0            | 0            | 0            | 0            | 9            | 24.º         |
| 2017      | Campeonato Nacional U.S. F2000                 | Newman Wachs Racing     | 2            | 0            | 0            | 0            | 0            | 14           | 31.º         |
| 2018      | Campeonato de F3 de las Américas               | Abel Motorsports        | 11           | 0            | 0            | 0            | 4            | 124          | 4.º          |
| 2018      | Campeonato de Estados Unidos de Fórmula 4      | Abel Motorsports        | 12           | 0            | 0            | 0            | 0            | 24           | 15.º         |
| 2018      | Campeonato Nacional U.S. F2000                 | Abel Motorsports        | 5            | 0            | 0            | 0            | 0            | 47           | 23.º         |
| 2019      | Campeonato de F3 de las Américas               | Abel Motorsports        | 11           | 2            | 0            | 3            | 8            | 155          | 4.º          |
| 2019      | Indy Pro 2000                                  | Abel Motorsports        | 14           | 0            | 0            | 0            | 0            | 198          | 9.º          |
| 2020      | Campeonato de Fórmula Regional de las Américas | Abel Motorsports        | 17           | 0            | 0            | 0            | 1            | 133          | 5.º          |
| 2020      | Indy Pro 2000                                  | Abel Motorsports        | 7            | 0            | 0            | 0            | 1            | 107          | 14.º         |
| 2021      | Indy Pro 2000                                  | Abel Motorsports        | 18           | 0            | 0            | 3            | 2            | 292          | 6.º          |
| 2021      | Campeonato de Fórmula Regional de las Américas | Newman Wachs Racing     | 3            | 1            | 0            | 1            | 2            | 43           | 13.º         |
| 2021      | Stadium Super Trucks                           | Crosley Brands          | 3            | 0            | 0            | 0            | 1            | 39           | 14.º         |
| 2021      | GT World Challenge America - Pro-Am            | Racers Edge Motorsports | 6            | 1            | 0            | 0            | 2            | 66           | 14.º         |
| 2021      | IMSA SportsCar Championship - GTD              | Compass Racing          | 1            | 0            | 0            | 0            | 0            | 204          | 65.º         |
| 2022      | Indy Lights                                    | Abel Motorsports        | 14           | 0            | 0            | 0            | 0            | 355          | 8.º          |
| 2023      | Campeonato de Fórmula Regional de Oceanía      | Kiwi Motorsport         | 15           | 0            | 0            | 0            | 4            | 265          | 3.º          |
| 2023      | Indy NXT                                       | Abel Motorsport         | 14           | 0            | 1            | 0            | 4            | 397          | 5.º          |
| 2024      | Campeonato de Fórmula Regional de Oceanía      | mtec Motorsport         | 6            | 0            | 0            | 0            | 1            | 118          | 13.º         |
| 2024      | Indy NXT                                       | Abel Motorsport         | 14           | 3            | 3            | 3            | 10           | 517          | 2.º          |
| 2025      | IndyCar Series                                 | Dale Coyne Racing       | Disputándose | Disputándose | Disputándose | Disputándose | Disputándose | Disputándose | Disputándose |
| Fuente:   |                                                |                         |              |              |              |              |              |              |              |

## Resultados

### Indy NXT
(Clave) (negrita indica pole position) (cursiva indica vuelta rápida)

| Año  | Equipo           | 1      | 2      | 3     | 4     | 5      | 6      | 7     | 8     | 9     | 10    | 11    | 12    | 13    | 14    | Pos. | Puntos |
| ---- | ---------------- | ------ | ------ | ----- | ----- | ------ | ------ | ----- | ----- | ----- | ----- | ----- | ----- | ----- | ----- | ---- | ------ |
| 2022 | Abel Motorsports | STP 10 | BAR 6  | IMS 8 | IMS 5 | DET 14 | DET 12 | RDA 5 | MDO 7 | IOW 6 | NSH 9 | GMP 7 | POR 4 | LAG 4 | LAG 5 | 8.º  | 355    |
| 2023 | Abel Motorsport  | STP 3  | BAR 16 | IMS   | DET   | DET    | RDA    | MDO   | IOW   | NSH   | IMS   | GMP   | POR   | LAG   | LAG   | 3.º* | 35*    |

### IndyCar Series
(Clave) (negrita indica pole position) (cursiva indica vuelta rápida)

| Año     | Escudería         | Motor | 1      | 2      | 3      | 4      | 5      | 6        | 7      | 8      | 9      | 10     | 11     | 12     | 13     | 14     | 15     | 16  | 17  | Pos. | Puntos |
| ------- | ----------------- | ----- | ------ | ------ | ------ | ------ | ------ | -------- | ------ | ------ | ------ | ------ | ------ | ------ | ------ | ------ | ------ | --- | --- | ---- | ------ |
| 2025*   | Dale Coyne Racing | Honda | STP 23 | THE 25 | LBH 26 | ALA 27 | IGP 24 | INDY DNQ | DET 18 | GAT 21 | ROA 23 | MDO 22 | IOW 27 | IOW 11 | TOR 23 | LAG 26 | POR 23 | MIL | NSH | 27.º | 107    |
| Fuente: |                   |       |        |        |        |        |        |          |        |        |        |        |        |        |        |        |        |     |     |      |        |

- * Temporada en progreso.

## Vida personal
Abel es un graduado de Trinity High School en Louisville, Abel asistió a la universidad a tiempo parcial en la Universidad Butler mientras seguía su carrera como piloto. Abel, quien se especializó en marketing, afirmó que su educación lo ayudó a comprender los aspectos financieros y comerciales de los deportes de motor.